# 24441 Jopek
24441 Jopek è un asteroide della fascia principale. Scoperto nel 2000, presenta un'orbita caratterizzata da un semiasse maggiore pari a 2,2529682 UA e da un'eccentricità di 0,1557905, inclinata di 4,15925° rispetto all'eclittica.